# Jun
Jun es una localidad y municipio español situado en la parte centro-norte de la comarca de la Vega de Granada, en la provincia de Granada, comunidad autónoma de Andalucía. Limita con los municipios de Granada, Pulianas, Alfacar y Víznar.
El municipio iundenense es una de las treinta y cuatro entidades que componen el Área Metropolitana de Granada, y comprende el núcleo de población de Jun y dos calles del núcleo de Pulianas: la calle Alhambra y la calle Generalife. Está ubicado en las estribaciones de la sierra de la Alfaguara, a orillas del río Juncaril, junto al paso natural entre Granada, Almería y el resto del Levante.

## Geografía

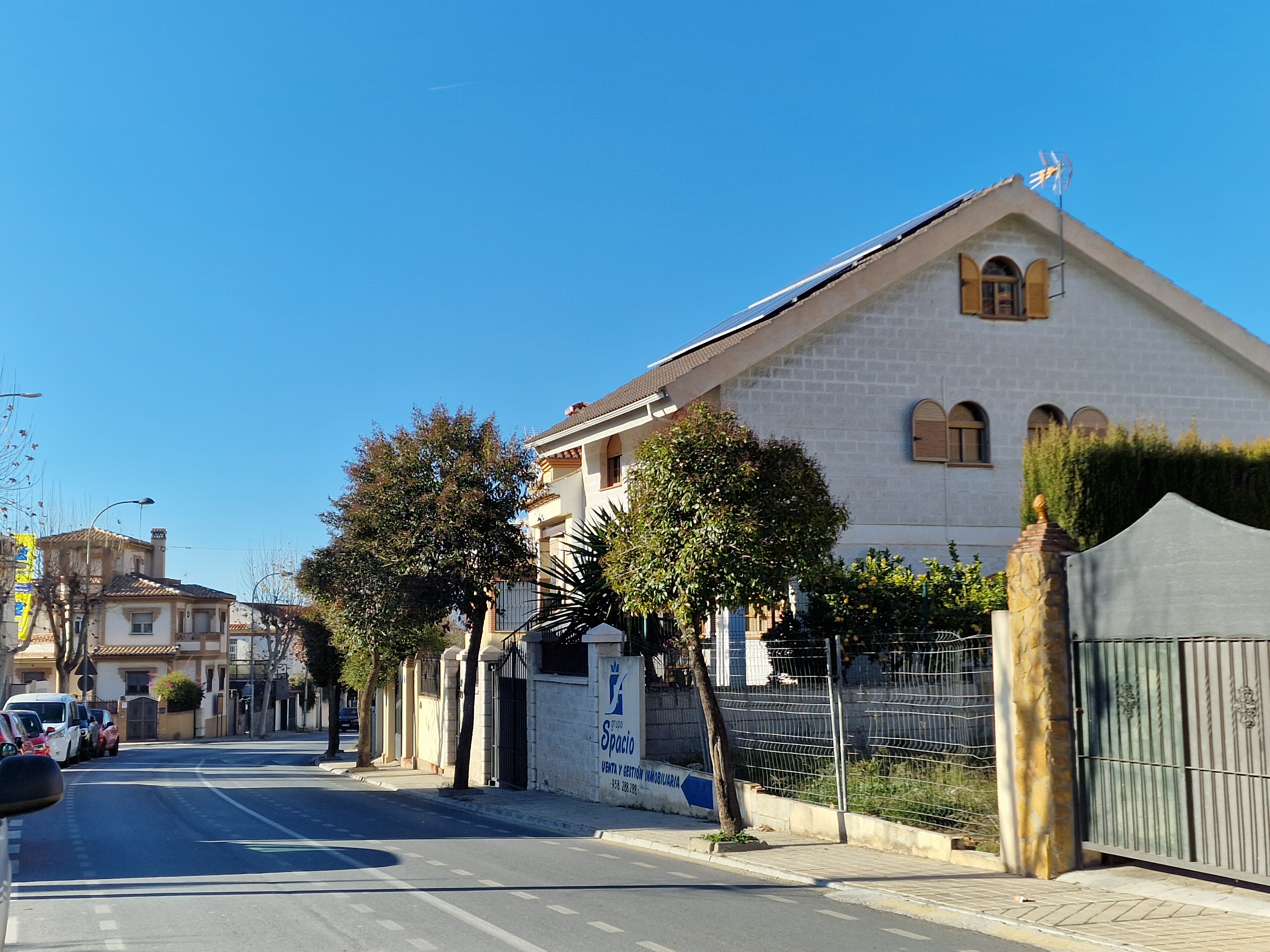
Avenida de Granada, en Jun

### Situación
| Noroeste: Pulianas | Norte: Pulianas y Alfacar | Noreste: Alfacar          |
| Oeste: Pulianas    | Puntos cardinales         | Este: Víznar              |
| Suroeste: Granada  | Sur: Granada              | Sureste: Granada y Víznar |

## Demografía
Jun cuenta con una población de 4145 habitantes (INE 2024).
| Gráfica de evolución demográfica de Jun entre 1842 y 2021                                                           |
| |
| Población de derecho según los censos de población del INE Población de hecho según los censos de población del INE |

## Economía

### Evolución de la deuda viva municipal
| Gráfica de evolución de la deuda viva del Ayuntamiento de Jun entre 2008 y 2021                                |
| |
| Deuda viva del Ayuntamiento de Jun en miles de euros según datos del Ministerio de Hacienda y Función Pública. |

## Administración y política
Los resultados en Jun de las últimas elecciones municipales, celebradas en mayo de 2023, son:
| Elecciones Municipales - Jun (2023) | Elecciones Municipales - Jun (2023)           | Elecciones Municipales - Jun (2023) | Elecciones Municipales - Jun (2023) | Elecciones Municipales - Jun (2023) |
| Partido político                    | Partido político                              | Votos                               | Votos                               | Concejales                          |
| ----------------------------------- | --------------------------------------------- | ----------------------------------- | ----------------------------------- | ----------------------------------- |
|                                     | Partido Popular (PP)                          | 950                                 | 50,37 %                             | 6                                   |
|                                     | Partido Socialista Obrero Español (PSOE)      | 618                                 | 32,76 %                             | 4                                   |
|                                     | Vox                                           | 173                                 | 9,17 %                              | 1                                   |
|                                     | Izquierda Unida Para la Gente (PARA LA GENTE) | 110                                 | 5,83 %                              | 0                                   |

## Comunicaciones

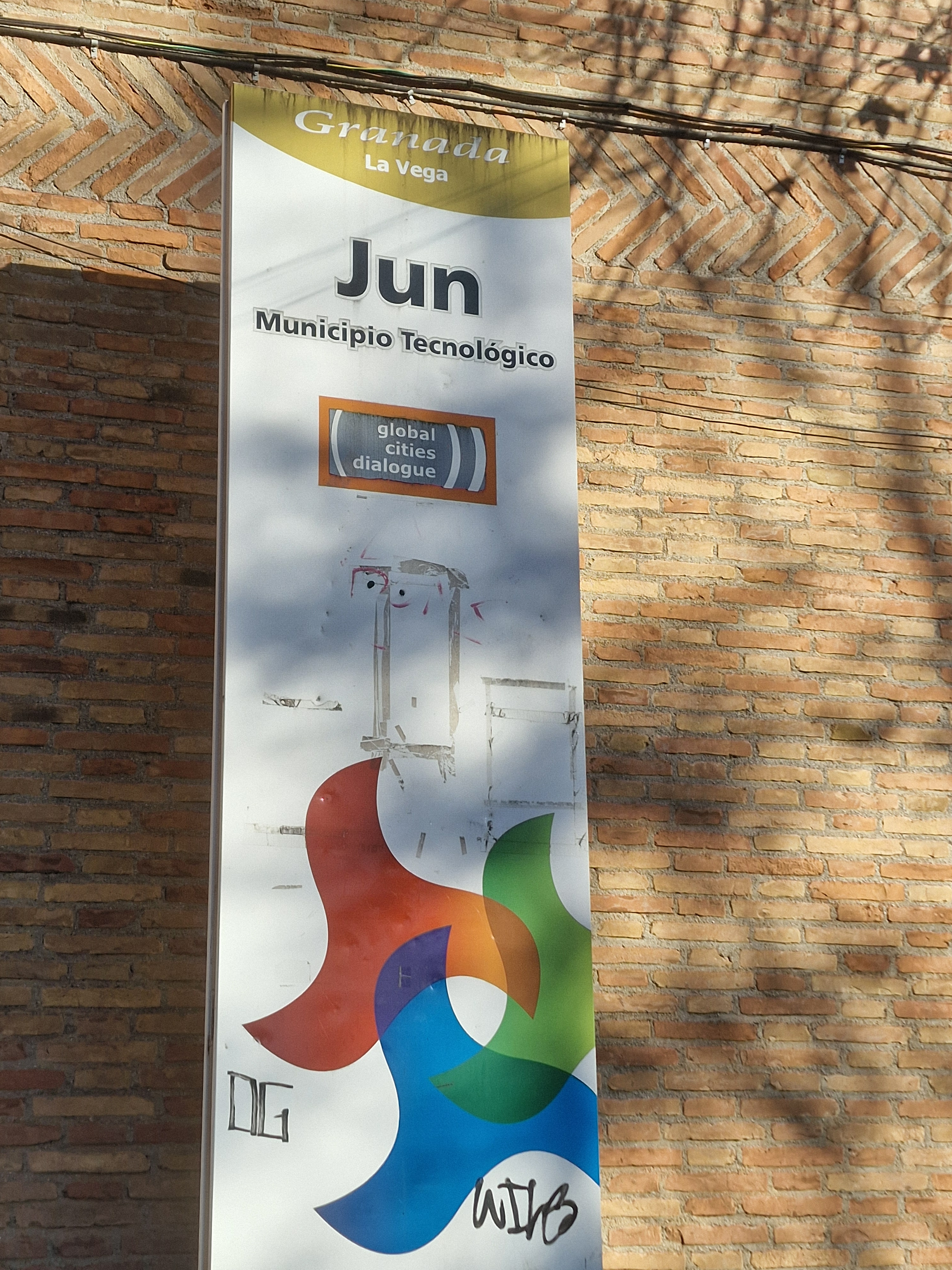
Entrada a la localidad por la carretera de Pulianas

### Carreteras
Por este municipio metropolitano pasa el Distribuidor Norte de Granada (VAU-02, también llamada Ronda Norte), carretera de gran capacidad que comunica la autovía GR-30 (Circunvalación de Granada) con la A-92 (Murcia/Almería-Sevilla) por el norte de la ciudad de Granada.
Existe también una carretera local, la GR-3103, que conecta Jun con Granada capital —concretamente con los barrios de Cartuja y Parque Nueva Granada— y Alfacar.

## Cultura
En la actualidad existe una vasta industria cerámica de construcción, pero destaca sobremanera la cerámica artística que proviene de la época musulmana.

## Tecnología
El municipio de Jun fue conocido por su influencia en el mundo de la sociedad de la información. Precisamente en la localidad, el 28 de junio de 2001, se celebró el primer pleno interactivo municipal a nivel mundial, declarando el Presidente de la Comisión Europea, Romano Prodi, lugar natal de la Teledemocracia Activa. El 27 de diciembre de 1999, la localidad dio un importante paso al declarar el acceso a internet derecho universal de todos los ciudadanos, dato que dio la vuelta al mundo desde el New York Times hasta el Sydney Morning Herald.

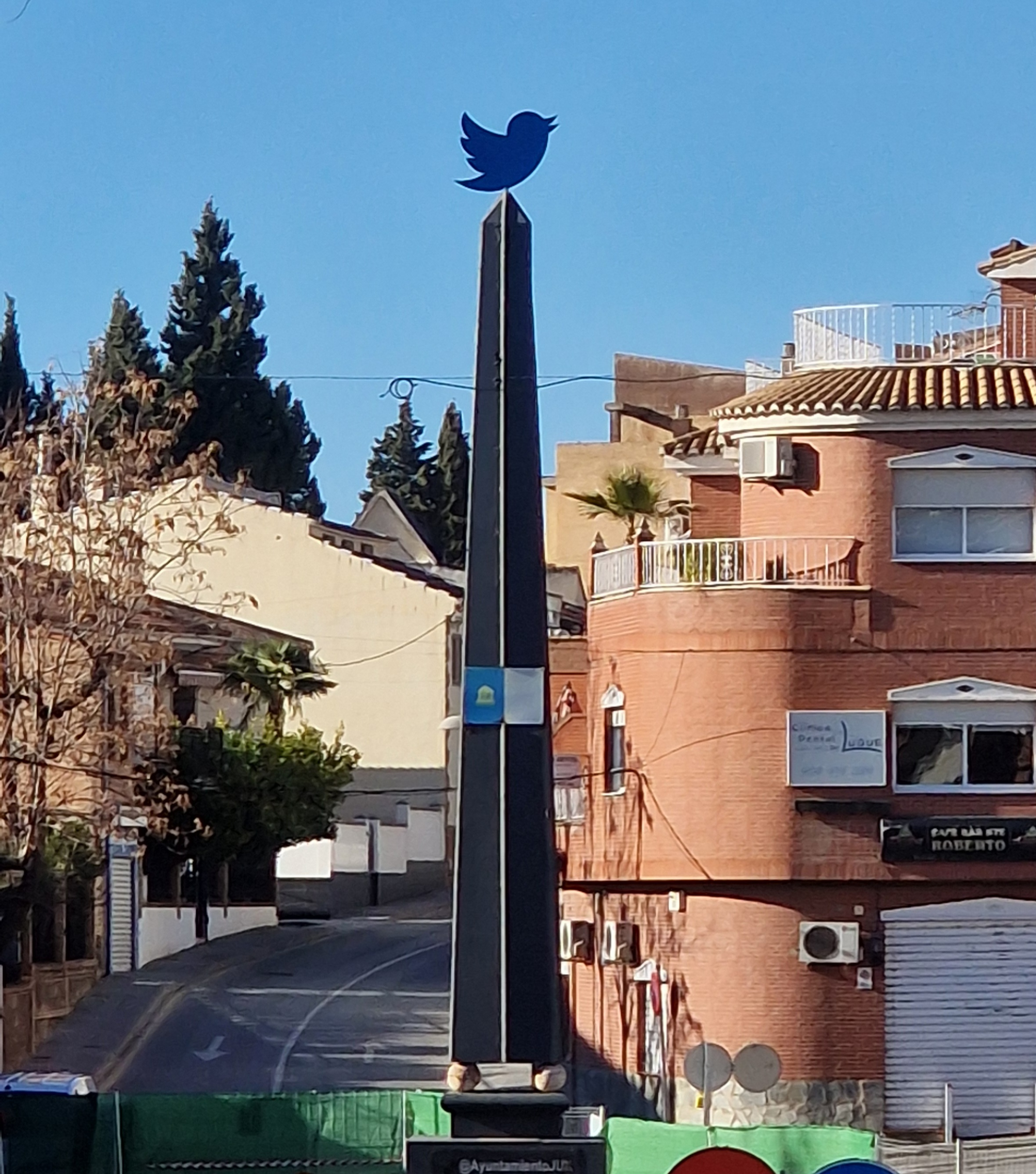
Obelisco de Twitter, situado en el centro de la localidad de Jun

Más tarde se empezó a trabajar con la M-Administración móvil, en un importante proyecto en torno a la tercera modernización y el software libre. El ayuntamiento promocionaba el uso de redes sociales digitales y votación electrónica como herramientas para dinamizar la participación ciudadana y facilitar la comunicación entre el gobierno municipal y los ciudadanos.

## Hermanamientos
- Barranco, Perú
- Issy-les-Moulineaux, Francia